# Antenor z Aten

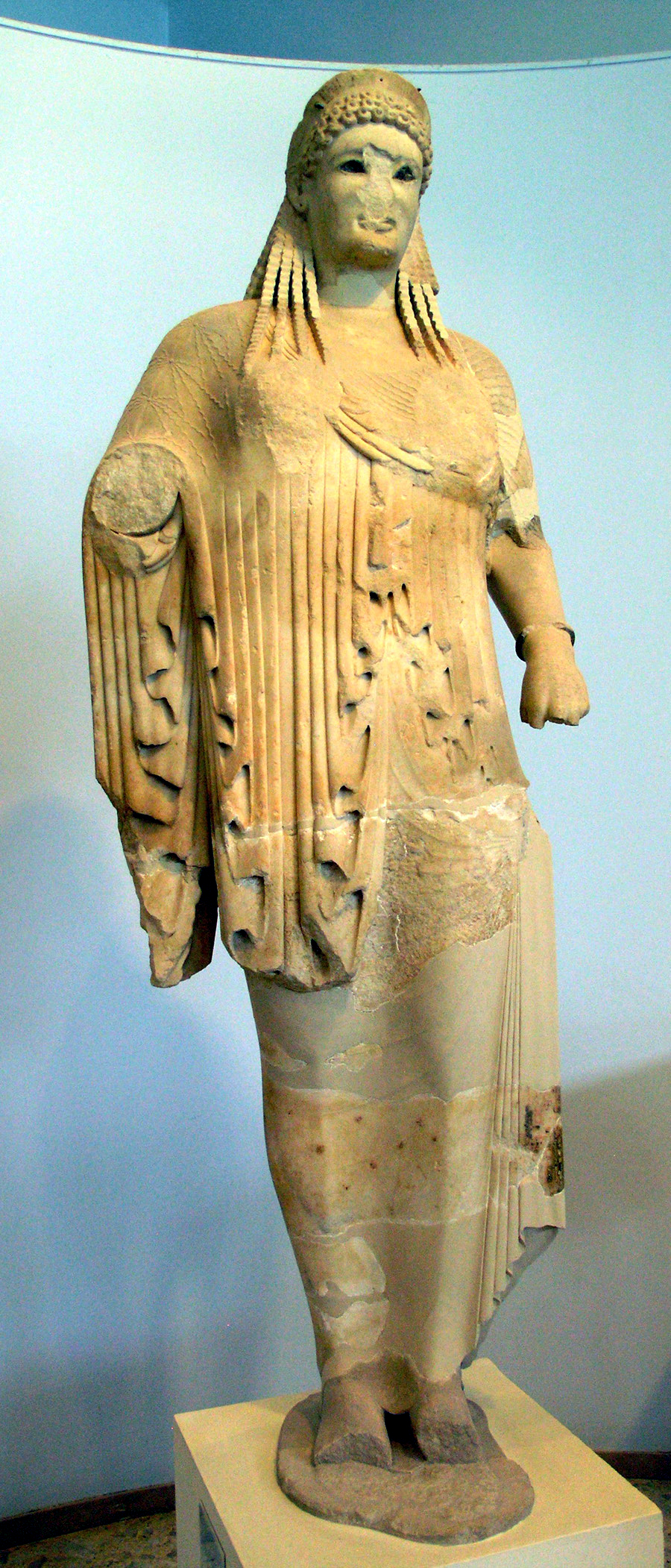
Kora Antenora

Antenor – rzeźbiarz ateński działający ok. 540–500 p.n.e., jeden z wybitniejszych twórców okresu późnoarchaicznego.  Jego ojcem był prawdopodobnie malarz Eumaros. 
Antenorowi przypisuje się nowatorskie rozwiązania artystyczne, np. oderwanie rzeźby reliefowej  od tła, co wzmocniło wrażenie trójwymiarowości. Prawdopodobnie wykonał dekoracje świątyni Apollina w Delfach (520–510 p.n.e.), jako pierwszy użył tam marmuru do dekoracji tympanonu. 
Sławę współczesnych przyniosły mu rzeźby tyranobójców: Harmodiosa i Aristogejtona (ok. 506 p.n.e.), pierwszego pomnika historycznego w Atenach. Rzeźby, prawdopodobnie marmurowe, stanęły na agorze. W 480 roku p.n.e.,  po zdobyciu Aten, Kserkses I wywiózł pomnik do Suzy. Został on zwrócony miastu po prawie 150 latach przez Aleksandra Wielkiego. Na agorze stanęli Tyranobójcy autorstwa  Kritiosa i Nesiotesa, uczniów Antenora, wykonani z brązu na przełomie 477/476 p.n.e. Prawdopodobnie twórcy wzorowali się na wywiezionym pomniku. Wersja uczniów jest znana dzięki rzymskiej kopii znajdującej się w Muzeum Narodowym w Neapolu. 
Oryginalnym dziełem Antenora, które dotrwało do naszych czasów, jest kora (wolno stojąca figura kobiety) powstała prawdopodobnie pomiędzy 530 a 520 rokiem p.n.e., ustawiona w przyczółku świątyni Ateny na Akropolu. Ponadnaturalnej wysokości figura, której duże fragmenty, na podstawie których zrekonstruowano całość, odnaleziono w 1886 roku. Znajdująca się obecnie w Muzeum Akropolu kora Antenora, jest uważana za jeden z piękniejszych przykładów późnoarchaicznej rzeźby greckiej.